# Мавераннахр

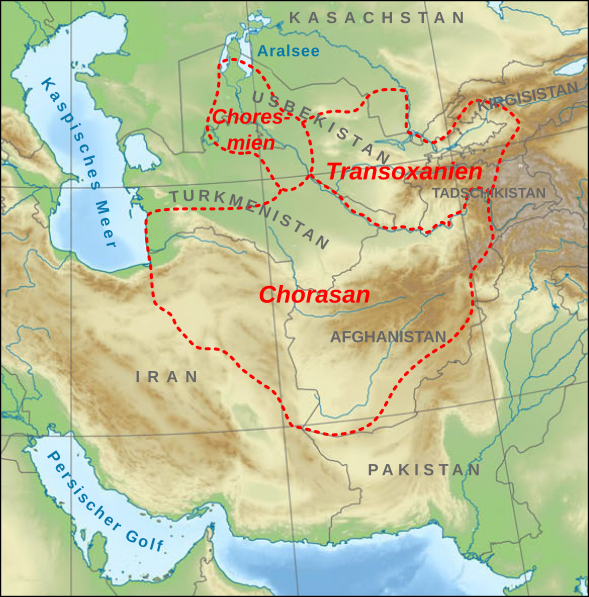
Мавераннахр, Хорезм і Великий Хорасан

Мавераннахр (араб. ماوراءالنهر) Трансоксіана, Трансокса́нія — історична область у Центральній Азії, що знаходиться між річками Амудар'я та Сирдар'я. Більша частина цієї області в наш час зайнята пустелею Кизилкум. Долина, де лежать міста Бухара та Самарканд, штучно зрошувана, з розвинутим сільським господарством. Більша частина регіону належить Узбекистану, на сході Таджикистану і на півдні Туркменістану, на північному сході — Киргизстану.

## Історія
Термін «Трансоксанія» з'явився в західній географії після походів Александра Македонського в IV столітті до н. е., які принесли в цей край еліністичну культуру. Окс — антична назва Амудар'ї, Трансоксіана значить за Оксом (по відношенню до Македонії). Даний регіон був однією із сатрапій держави Ахеменідів під назвою «Согдіана».
Китайський дослідник Чжан Цянь, який відвідав сусідню Бактрію і Парфію разом з Согдіаною у 126 р. до н. е., склав перший відомий китайський опис регіону. Чжан Цянь характеризує матеріальну культуру Парфянського царства як розвинену урбаністичну спільноту, яка займалась вирощуванням зернових та винограду, створенням срібних монет та виробів зі шкіри. Зе́млі між річками Сирдар'я та Амудар'я послідовно входили до складу держави Селевкідів, Греко-бактрійського царства, Парфянської та Кушанської імперій до царювання династії Сасанідів.
За часів Сасанідів регіон «Фараруд» (перс. فرارود) став значимим культурним та науковим центром за рахунок ефективного царського керування і прибутків, які отримувались завдяки торгівлі на північній частині Великого шовкового шляху. Сасанідське правління на цих землях було перервано вторгненням ефталітів у кінці V століття та було відновлено в 565 році. Водночас утворено тюркське намісництво в Тохаристані на чолі з ябгу роду Афшина. Подальше послаблення Сасанідської Персії призвело до поділу перської Трансокісани на Бухарську державу, Согд, Усрушан, Фергану.
Арабська назва «Мавераннахр» (араб. ما وراء النهر) є калькою з перської і означає землю, що лежить за річкою (Амудар'я), уперше вона з'являється після завойовницьких походів VII-VIII сторіч.

## Список ханів Мавераннахру
- Махмуд Ялавач, намісник Мавераннахру (1229—1238, 1246—1248)
- Масуд-бек, намісник Мавераннахру (1238—1289)
- Абу-Бекр, намісник Мавераннахру (1289—1298)
- Сатилмиш-бек, намісник Мавераннахру (1289—1303)
- Суюнуч, намісник Кашгару і Хотану (1303—1310)
- Тимур, володар Мавераннахру та Самарканду (1370—1405)
- Мухамад Султан-Мірза, хан Самарканду (1399—1401)
- Пір-Мухаммед, емір Мавераннахру та Самарканду (1405—1407)
- Халіль-Султан, каган Мавераннахру (1405—1409)
- Шахрух Мірза, володар Хорасану (з 1397 року включаючи Мазендеран та Сістан) та Мавераннахру (1405—1447)
- Улугбек володар Ташкенту (1404—1405), Мавераннахру (1409—1449). У 1447—1449 роках каган імперії.
- Абд аль-Латіф Мірза, каган Хорасану та Мавераннахру (1449—1450)
- Абдуллах Мірза, володар Мавераннахру (1450—1451)
- Султан Абу-Саїд, володар Мавераннахру (1451—1469)
- Султан-Ахмед Мірза емір Мавераннахру (1469—1494)
- Ядґар Мухаммад Мірза, емір Хорасану та Мавераннахру (5 липня 1470 — 21 серпня 1470)
- Султан-Махмуд Мірза, емір Мавераннахру (Самарканду і Бухари) (1494—1495)
- Султан-Байсонкур Мірза, емір Мавераннахру (1495—1497)
- Захіреддін Мухаммед Бабур, емір Мавераннахру (1497—1498, після смерті Мухаммеда Шейбані 1511—1512), емір Фергани (1494—1504), володар Кандагару (1504—1526), падишах Газні (1507—1526). У 1526 заснував імперії Великих Моголів.
- Султан-Алі Мірза, емір Мавераннахру (1498—1500)